# 1970년 FIFA 월드컵 결승전
1970년 FIFA 월드컵 결승전(Final de la Copa Mundial de Fútbol de 1970)은 1970년 6월 21일, 멕시코시티의 에스타디오 아스테카에서 1970년 FIFA 월드컵의 우승팀을 가리기 위해 펼쳐진 축구 경기이며, 브라질과 이탈리아 간의 경기였다.
경기 결과, 브라질이 4–1로 승리하여 우승하였다. 월드컵 역사상 처음으로 세 번 우승한 브라질은 줄리메컵을 영구적으로 소유하게 되었다.

## 경기 결과
| 브라질                                                           | 4 – 1  | 이탈리아     |
| ---------------------------------------------------------------- | ------ | ------------ |
| 펠레 18′ · 제르송 66′ · 자이르지뉴 71′ · 카를루스 아우베르투 86′ | 리포트 | 37′ 보닌세냐 |

| 브라질 | 이탈리아 |

| GK            | 1  | 펠릭스 미엘리 베네란두            |             |
| DF            | 4  | 카를루스 아우베르투 토히스 (주장) |             |
| DF            | 2  | 에르쿨레스 브리투 후아스          |             |
| DF            | 3  | 윌손 다 시우바 피아사             |             |
| DF            | 16 | 이베라우두                        |             |
| MF            | 5  | 클로두아우두                      |             |
| MF            | 8  | 제르송                            |             |
| FW            | 7  | 자이르지뉴                        |             |
| FW            | 9  | 토스탕                            |             |
| FW            | 10 | 펠레                              |             |
| FW            | 11 | 호베르투 히벨리누                 | Yellow card |
| 감독:         |    |                                   |             |
| 마리우 자갈루 |    |                                   |             |

| GK              | 1  | 엔리코 알베르토시    |             |     |
| DF              | 2  | 타르치시오 부르니치  | Yellow card |     |
| DF              | 5  | 피엘루이지 체라      |             |     |
| DF              | 8  | 로베르토 로사토      |             |     |
| DF              | 3  | 자친토 파케티 (주장) |             |     |
| MF              | 10 | 마리오 베르티니      |             | 75′ |
| MF              | 13 | 안젤로 도멘기니      |             |     |
| MF              | 16 | 잔카를로 데 시스티   |             |     |
| FW              | 15 | 산드로 마촐라        |             |     |
| FW              | 11 | 루이지 리바          |             |     |
| FW              | 20 | 로베르토 보닌세냐    |             | 84′ |
| 교체 선수:      |    |                      |             |     |
| MF              | 18 | 안토니오 율리아노    |             | 75′ |
| MF              | 14 | 잔니 리베라          |             | 84′ |
| 감독:           |    |                      |             |     |
| 페루초 발카레지 |    |                      |             |     |

| 부심: 루돌프 슈로이러 (스위스) 앙헬 노르베르토 코에레사 (아르헨티나) |

## 같이 보기
- 1994년 FIFA 월드컵 결승전
- 브라질의 FIFA 월드컵 성적
- 이탈리아의 FIFA 월드컵 성적